# Phragmatobia imhoffi
Phragmatobia imhoffi là một loài bướm đêm thuộc phân họ Arctiinae, họ Erebidae.